# 安野駅
安野駅（やすのえき）は、広島県山県郡加計町穴（現在は安芸太田町大字穴）にあった西日本旅客鉄道（JR西日本）可部線の駅（廃駅）である。
可部線非電化区間（可部 - 三段峡間）の廃線に伴い2003年（平成15年）12月1日に廃止された。

## 歴史

### 年表
- 1954年（昭和29年）3月30日：国鉄可部線 布 - 加計間の開通時に開業[1]。一般駅[1]。
- 1960年（昭和35年）4月1日：貨物の取扱を廃止（旅客駅となる）[1]。
- 1965年（昭和40年）10月1日：荷物の取扱を廃止[2]。無人駅化[3]。
- 1987年（昭和62年）4月1日：国鉄分割民営化によりJR西日本が継承[1]。
- 2003年（平成15年）12月1日：廃止。

### 駅名の由来
開業当時の所在地である安野村から。安野村はその2年後の1956年（昭和31年）に加計町と合併している。ちなみに安野村は1889年（明治22年）に穴村と坪野村が合併したものであり、坪野駅の所在地も開業当時は安野村であった。このような経緯のため、安野の名は住所としては残っていない。

## 駅構造
島式ホーム1面2線を持つ地上駅であったが、晩年は片側の線路は撤去され、単式ホームとなっていた。無人駅であった。

## 駅周辺
- 安芸太田町役場 安野出張所
- 中国自動車道（戸河内IC - 広島北JCT間）

### バス路線
船場（安野花の駅公園）バス停がある。
- 74 三段峡線（広電バス[4]）：可部駅前・安佐営業所方面 - 船場（安野花の駅公園） - 加計・戸河内・安芸太田町役場・三段峡方面
- 町内代替バス 病院線（加計交通[5]）

## 現在の様子
「安野花の駅公園」として、ほぼ現役時代の状態で駅舎は保存されている。また、広島色のキハ58系が静態保存されている。このキハ58では1時間1,000円（要予約）で車内を貸し切りにすることもできるが、2022年に車両の劣化による雨漏り被害が発生した。

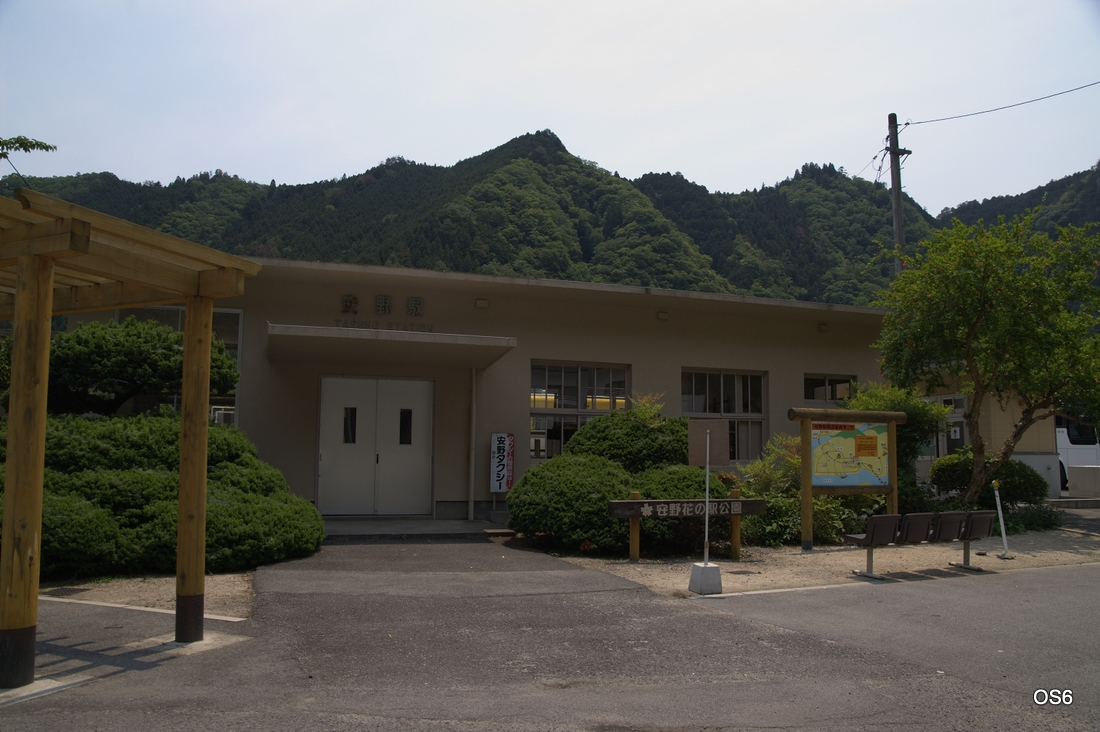
安野花の駅公園（2009年5月）
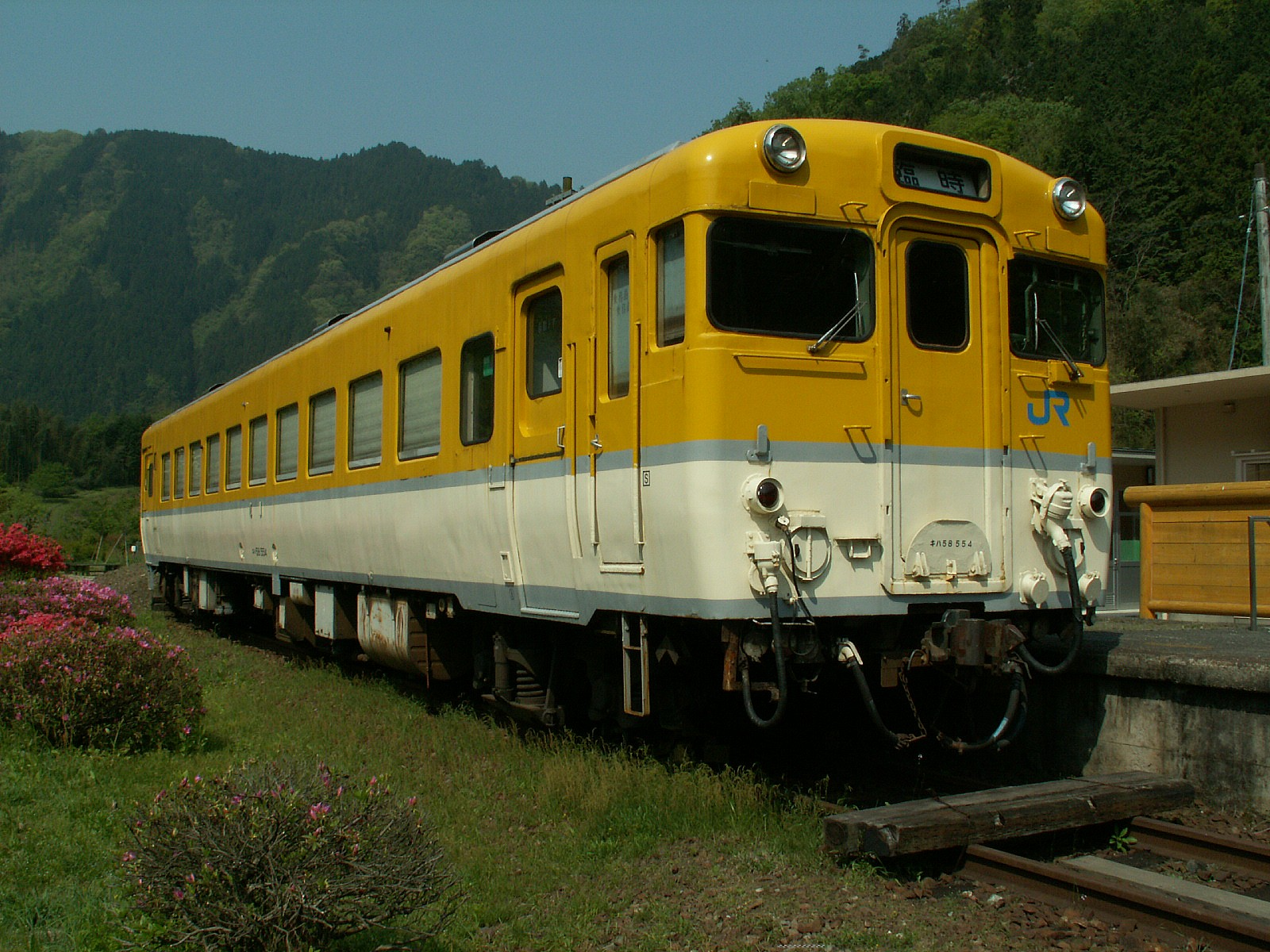
静態保存されているキハ58 554

## その他
- 駅には、8匹の野良猫が住み着いていた。元は有人駅時代に駅長が猫を飼っていたことがきっかけで、無人駅となってからも多くの猫が住み着き、「猫の駅長」と呼ばれていた。バスカードの絵柄にも使われたことがある。
- 「猫の駅長」が知られるようになったことでこの駅への捨て猫が相次ぎ、さらに廃線に際して一度は駅舎が取り壊されることとなり、猫たちも居場所を失う危険性が生じたことで動物愛護団体が里親を募集した[7]。その後猫たちには里親が見つかり、安野駅は「安野花の駅公園」として元の駅舎を生かした形で整備された。

## 隣の駅
西日本旅客鉄道（JR西日本）
可部線
小河内駅 - 安野駅 - 水内駅